# Église Saint-Vincent de Pouy
L'église Saint-Vincent de Pouy est une église catholique du XIe siècle située à Bareilles, dans le département français des Hautes-Pyrénées en France.

## Localisation
L'église Saint-Vincent est située au hameau de Pouy sur la commune de Bareilles au bord de la RD 112. Pouy étant l'un des deux hameaux de Bareilles avec Is.

Elle est l'édifice religieux le plus ancien de la vallée de Bareilles.

## Historique
Mentionnée dès le XIVe siècle, l'église de Pouy est de style roman comme l'atteste son abside semi-circulaire.

En raison de son délabrement, des travaux de rénovation de l'église ont lieu au XIXe siècle. La charpente est entièrement refaite et couverte d'ardoise et les murs sont ré-enduits au cours des années 1840 avec reconstruction de la fausse voûte de la nef et percement de nouvelles fenêtres dans le mur nord.
Le clocher date du XIXe siècle, il est terminé par une flèche polygonale.
          
Au milieu du XVIIIe siècle, est installé un confessionnal inspiré de celui de la chapelle Saint-Exupère d'Arreau.

## Architecture
La porte actuelle couronnée d'un arc plein-cintre  en pierre marbrière  est surmontée d'une fenêtre rectangulaire.
           
À  la fin du XVIIIe siècle et au début  du XIXe siècle l'église est dotée d'un maître-autel orné d'un tabernacle en bois peint et doré. Au milieu du XIXe siècle, deux anges sur consoles encadrent et complètent cet autel.
           
L'église  abrite des statues anciennes du saint patron et de saint Sébastien ainsi qu'un tableau représentant saint Vincent de Saragosse.

## Galerie de photos

Sélection de vues diverses
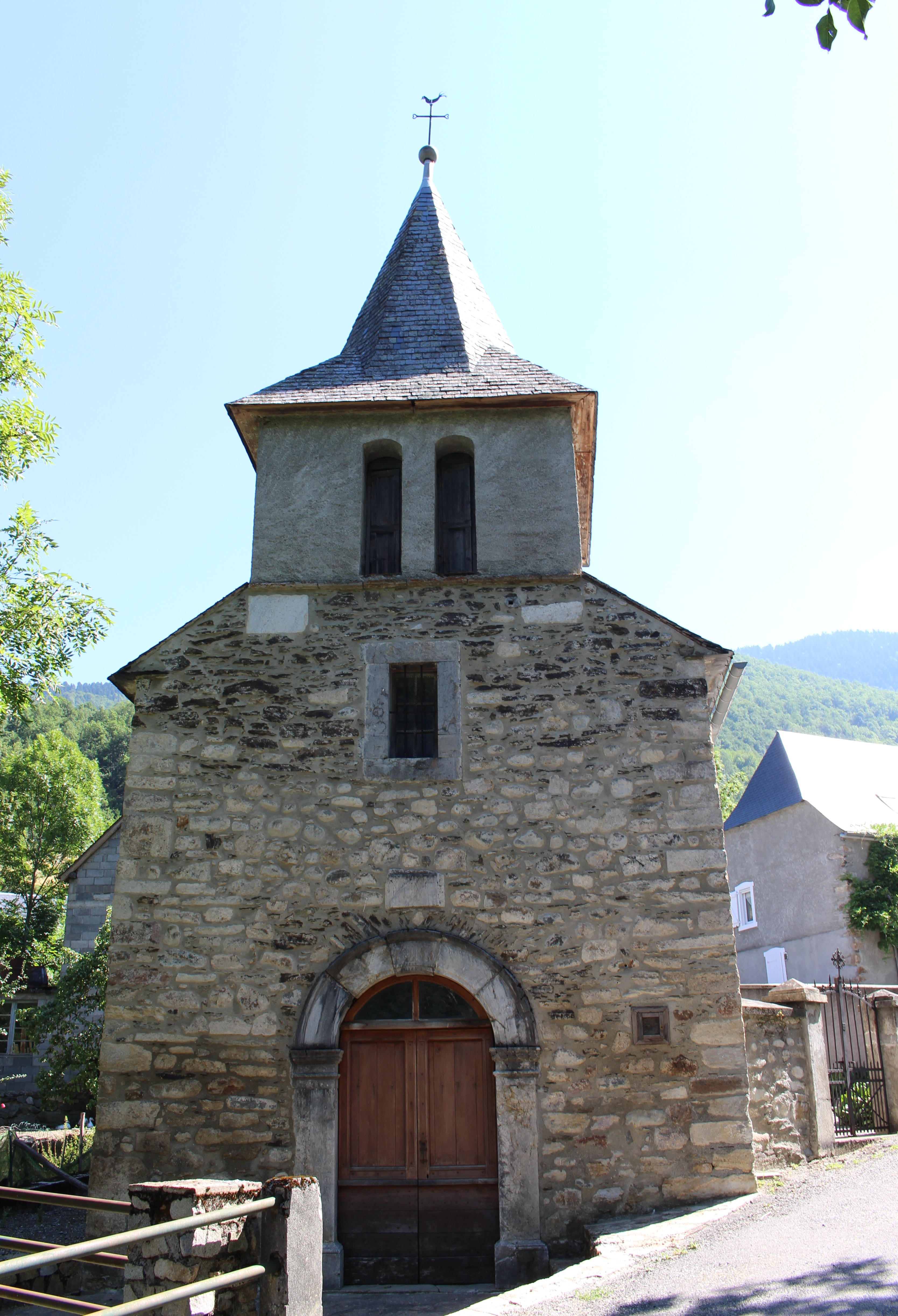
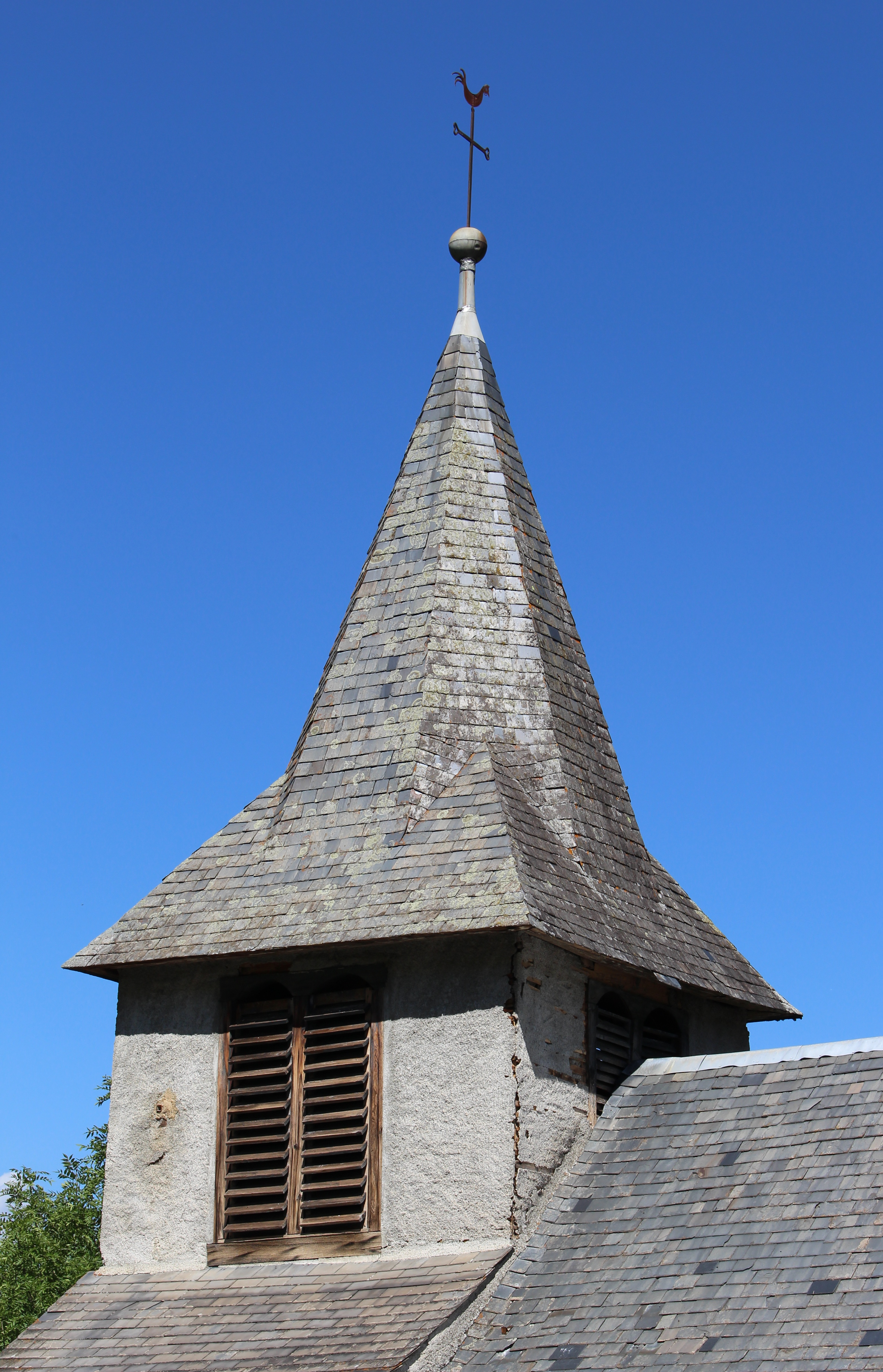
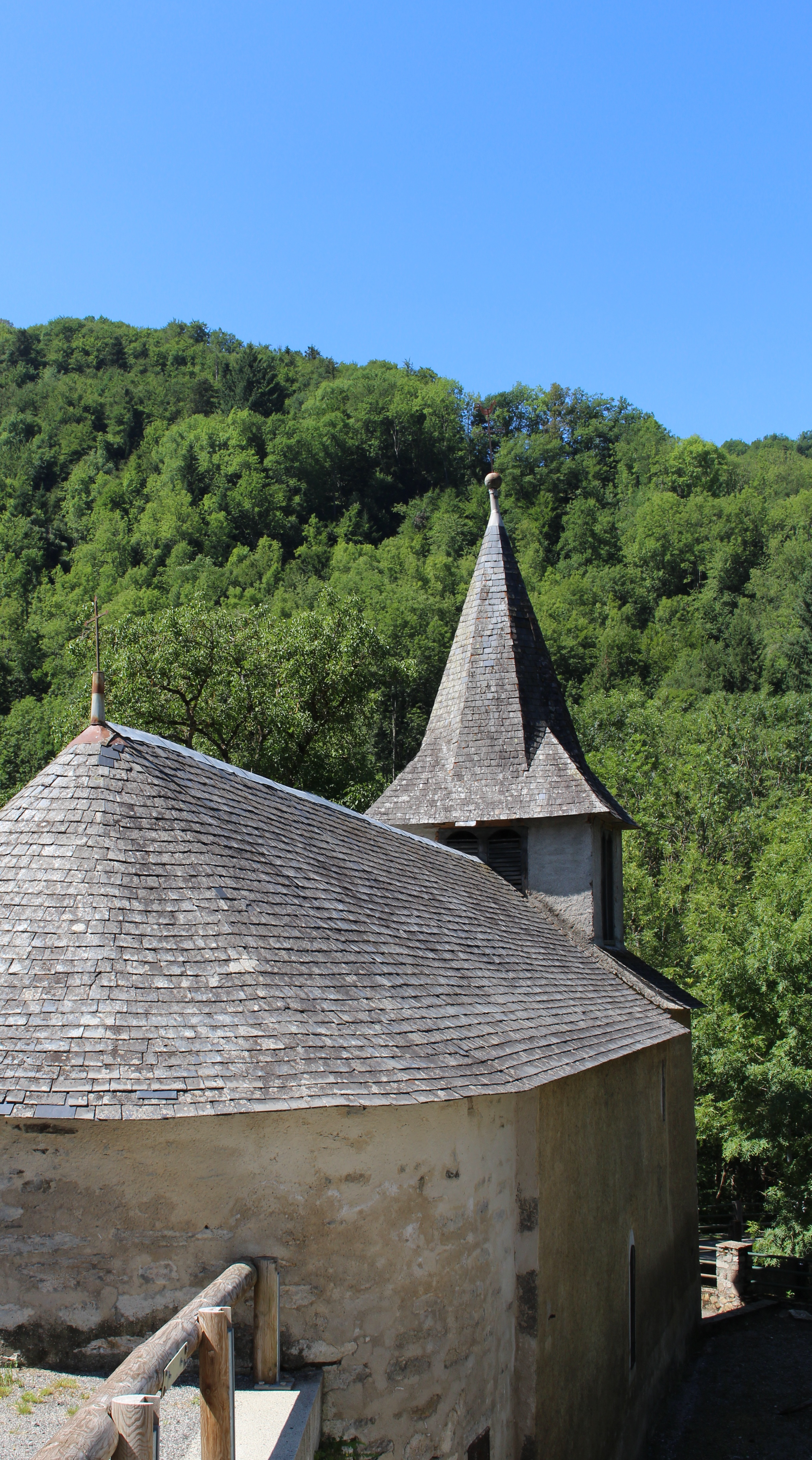
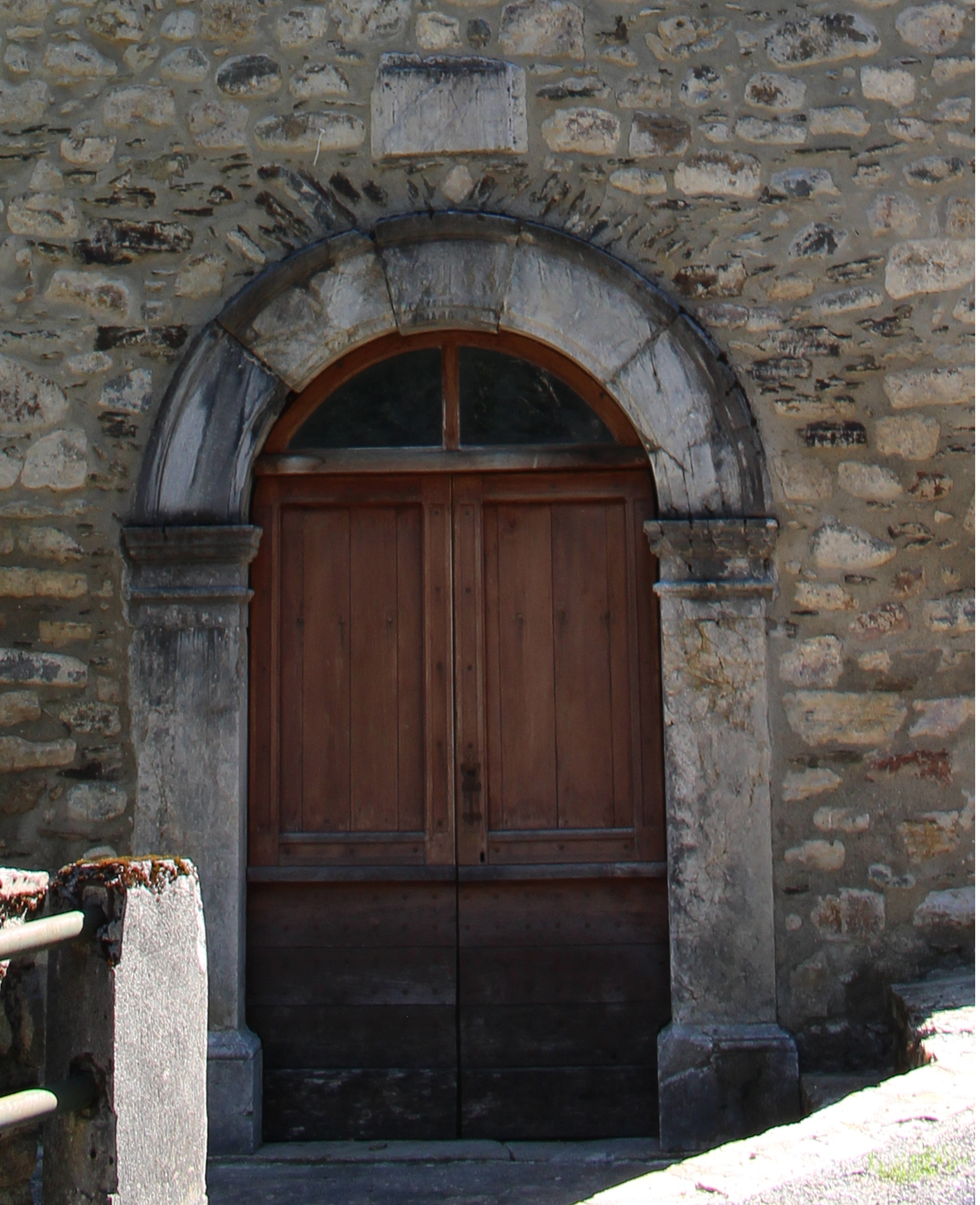
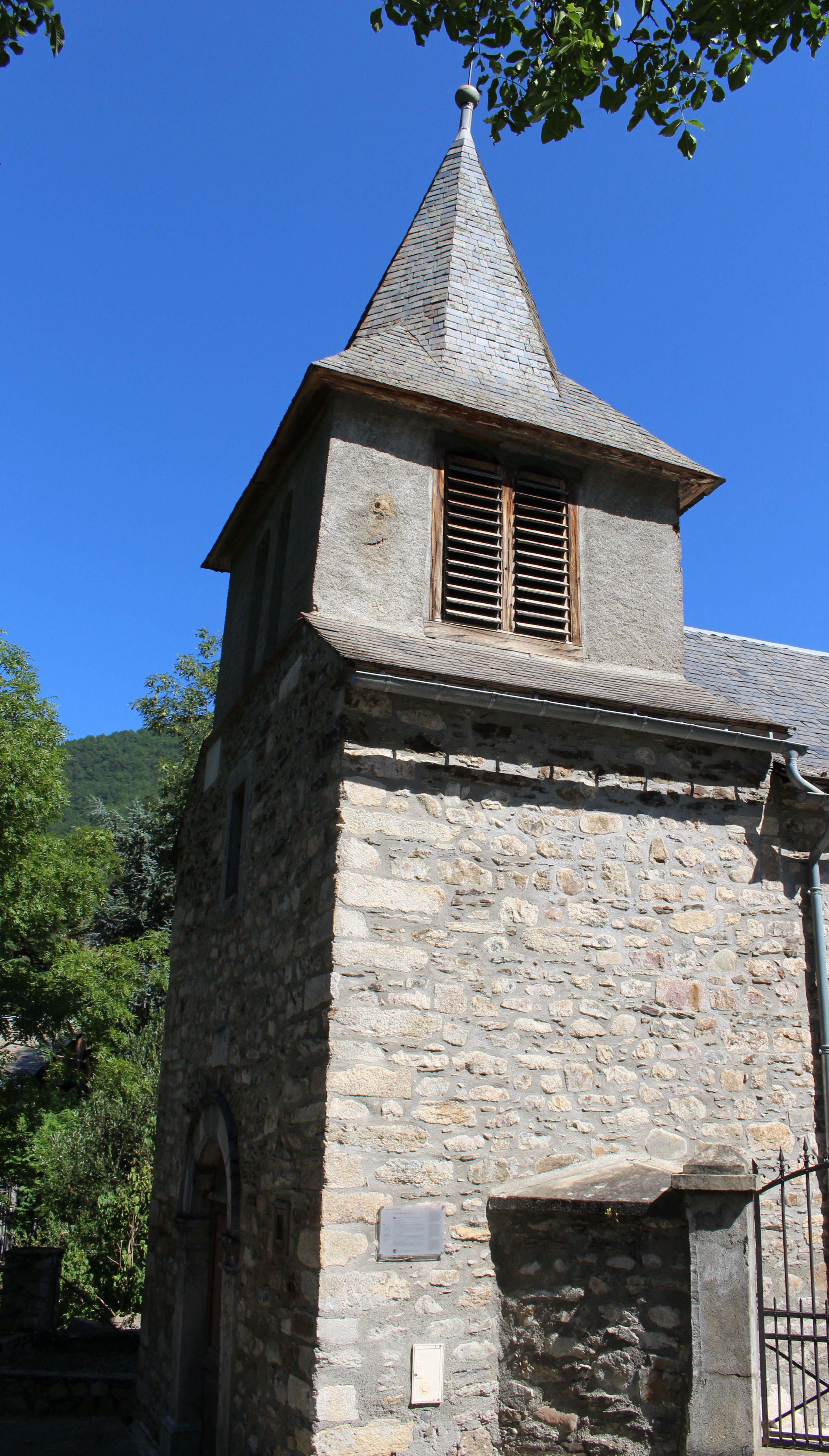